# Fuqaha
 (décembre 2020).
Fuqaha ou El-Foqaha ou El-Fogaha (en tifinagh:ⵍⴼⵓⵇⴰⵀⴰⵜ,en arabe : الفقهاء, en tamazight : Elfoqhat ou agharmi n Elfoqhat) est une ville alimentée par des sources du centre de la Libye, à 200 km par la route au sud de Sokna, à l'extrémité ouest du grand volcan central Haruj et du champ de lave. C'est un lieu isolé amazighophone qui partage cette identité avec l'oasis de Sokna au nord.
Les habitants se disent immigrés du sud du Maroc (Seguia-el-Hamara).